# 布萊恩·丹內利
布萊恩·瑪尼昂·丹內利（英語：Brian Manion Dennehy；1938年7月9日—2020年4月15日），美國演員，出演作品囊括舞台、電視與電影。他是二屆托尼獎得主，也曾獲得奥利弗奖、金球獎，並多次入圍艾美獎之提名。丹內利在超過一百八十部電影中出鏡，著名者包括《拳頭風暴》（1978年）、《血連環》（1986年）與《終極鬥士》（1992年）等。
丹內利善於詮釋威廉·莎士比亚、尤金·奥尼尔和萨缪尔·贝克特筆下的角色。不過他對此相當謙虛，自言「跟著大人物久了，自然就懂了。」2010年，丹內利入選美國戲劇名人堂。
他於2020年4月15日逝世，死因為敗血症引起的心搏驟停。

## 個人生活
就讀哥倫比亞大學時，他曾中斷學業，加入美國海軍。服役五年期間，派駐在美國境內，也曾前往日、韓等地駐紮。他在1960年退伍，1965年取得歷史學學位畢業。

## 外部連結
- 布萊恩·丹內利在互联网电影资料库（IMDb）上的資料（英文）
- 互聯網百老匯資料庫（IBDB）上布萊恩·丹內利的資料（英文）
- 互联网外百老汇数据库（IOBDB）上布萊恩·丹內利的資料（英文）
- 布萊恩·丹內利的Discogs页面（英文）